# Thomas Liess
Thomas Liess (18 januari 1995) is een Zwitsers voormalig zwemmer.

## Carrière
Liess nam deel in 2012 deel aan het Europees junioren kampioenschap, op geen enkel nummer dat hij deelnam geraakte hij doorheen de series. Met de Zwitserse ploeg wist hij een 12e plaats te halen op de 4x200m vrije slag. In 2013 nam hij opnieuw deel aan het EK voor junioren, weer geraakte hij individueel niet door de series maar met de Zwitserse ploeg geraakte hij wel in de finale van de 4x200m vrije slag samen met zijn broer Nils Liess.
In de volgende jaren zwom hij zowel voor zijn club als internationaal, in 2016 maakte hij zijn debuut op het EK langebaan waar hij 58e werd op de 200m vrije slag. In 2017 nam hij deel aan de Universiade in Taipei waar hij niet voorbij de reeksen geraakte en buiten de top tien viel in de estafettenummers. Hij zwom nadien geen internationale wedstrijden meer maar was wel nog actief op clubniveau tot in 2021 toen hij zijn afscheid aankondigde.
Hij was naast zijn zwem carrière actief bij de zwemschool Ecole de Natation de Genève van zijn grootouders. Hij behaalde in 2019 een bachelordiploma aan de Franklin University Switzerland in International Economics. In 2021 begon hij opnieuw met studeren aan de The New School aan een masteropleiding in Political Economy and Finance.

## Familie
Zijn broers Nils en Alexandre waren ook twee professioneel zwemmers. Zijn moeder Jennifer Liess was net zoals haar ouders Nicolas Wildhaber en Renée Wildhaber ook actief in het internationale zwemmen.

## Internationale toernooien
| Jaar | Olympische Spelen | WK langebaan | WK kortebaan  | EK langebaan        | EK kortebaan |
| ---- | ----------------- | ------------ | ------------- | ------------------- | ------------ |
| 2016 | geen deelname     |              | geen deelname | 58e 200m vrije slag |              |